# أنجي هارمون
أنجي هارمون (بالإنجليزية: Angie Harmon) مواليد 10 أغسطس 1972 في هايلاند بارك، تكساس، الولايات المتحدة، هي ممثلة أمريكية بدأت مسيرتها الفنية عام 1995.

## وصلات خارجية
- أنجي هارمون على موقع IMDb (الإنجليزية)
- أنجي هارمون على موقع روتن توميتوز (الإنجليزية)
- أنجي هارمون على موقع ألو سيني (الفرنسية)
- أنجي هارمون على موقع تيرنر كلاسيك موفيز (الإنجليزية)
- أنجي هارمون على موقع أول موفي (الإنجليزية)
- أنجي هارمون على موقع قاعدة بيانات الأفلام السويدية (السويدية)
- أنجي هارمون على موقع إن إن دي بي (الإنجليزية)
- أنجي هارمون على موقع قاعدة بيانات الفيلم (الإنجليزية)
- أنجي هارمون على موقع كينوبويسك (الروسية)
- أنجي هارمون على موقع دليل عارضات الأزياء (الإنجليزية)